# Nagy-Gerlachfalvi-őrtorony
A Nagy-Gerlachfalvi-őrtorony (szlovákul: Veľká Litvorová veža) (2642 méter) Szlovákiában, a Magas-Tátrában található, a Gerlachfalvi-csúcs délnyugati, Batizfalvi-völgy felé néző körülbelül 500 méter magas fala.

## Elhelyezkedése

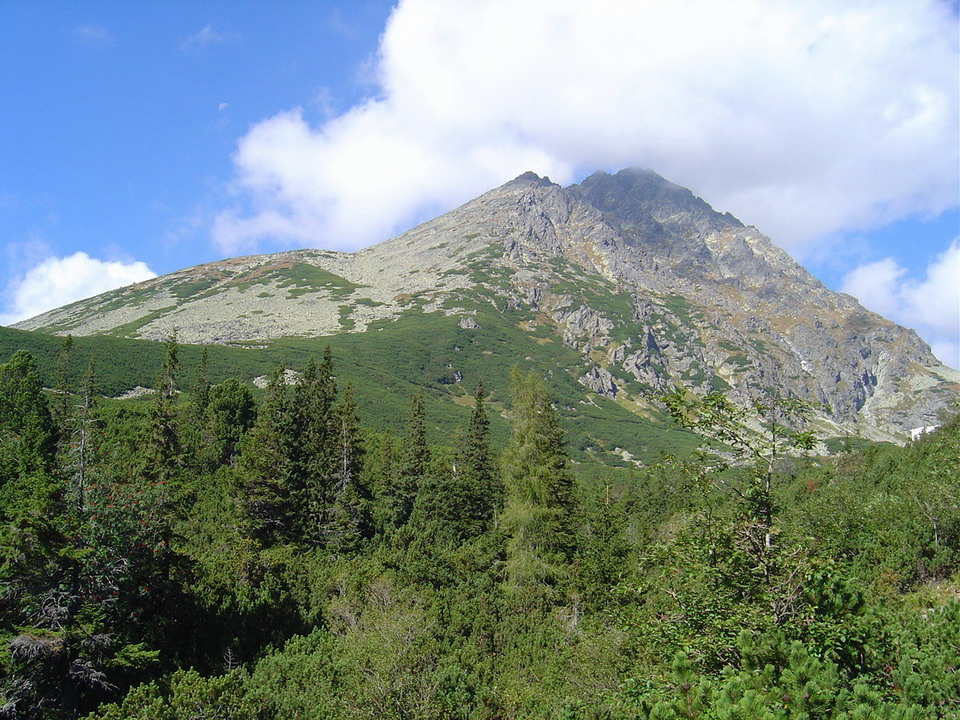
A Magas-Tátra legmagasabb csúcsa, a Gerlachfalvi-csúcs (2655 m)

A Batizfalvi-főszakadéktól – a völgyből nézve – balra helyezkedik el.

## Leírása
A falon a csúcs esésvonalában két hatalmas pillér egy hosszú kéményt (Sawicki-kémény) fog közre. Mindkét kémény egy tornyocskában tetőzik, ez a Nagy-Gerlachfalvi-őrtorony. A tornyocskától mintegy a két pillér folytatásaként egy kevésbé meredek gerinc húzódik, amely kb. 100 méter után a főormon ér véget. A jobb oldali pillér a Batizfalvi-főszakadék alsó részéig ér, míg a hosszabb bal oldali még lejjebb végződik, ezen néhány tornyocska található. Ezek közül a legalsó a Kis-Gerlachfalvi-őrtorony, amely magas homlokfallal szakad le a törmelékre kissé balra a Batizfalvi-főszakadék kezdetétől.
A Kis-Gerlachfalvi-őrtorony mögött található az Alsó-Gerlachfalvi-átjáró, amelyről északnyugat felé egy hosszú kémény szakad le. Szintén a bal oldali pilléren lévő Nagy-Gerlachfalvi-őrtorony lábánál található a Felső-Gerlachfalvi-átjáró. A jobb oldali pilléren legmagasabban található tornyocska a Nagy-Gerlachfalvi-őrtorony csúcstömbje felszökése alatt van – ez a Batizfalvi-Barát, amelyet a felszökéstől a Batizfalvi-átjáró választ el.
Sawicki-kéményt elsőként két lengyel hegymászó, J. Sawicki és J. Gnojek mászta meg 1934. augusztus 1-jén, nevét is innen kapta.